# Newtown A.F.C.
Newtown A.F.C. (wal. Clwb Pêl-droed Y Drenewydd) – walijski klub piłkarski z siedzibą w mieście Newtown na wschodzie kraju.

## Historia
Chronologia nazw:
- 1875: Newtown White Stars
- 1888: Newtown F.C.

Klub został założony w 1875 roku jako Newtown White Stars i był jednym z członków założycieli Walijskiego Związku Piłki Nożnej. 13 października 1877 roku zespół debiutował w pierwszych rozgrywkach Pucharu Walii. W 1988 połączył się z Newtown Excelsior tworząc Newtown A.F.C. Klub zdobył Puchar Walii w 1879 i w 1895. Dopiero po sześćdziesięciu latach w 1955 roku zdobył kolejny trofeum Amatorski Puchar Walii FAW Trophy. Większość lat od 1920 roku klub spędził w Mid-Wales League lub Central Wales League, wygrywając mistrzostwo w sezonach 1975/76, 1978/79, 1981/82, 1986/87 i 1987/88. Mając takie sukcesy, klub uzyskał wpis do angielskiego systemu ligowego w HFS Loans (Northern Premier) League. W 1992 roku kiedy została organizowana Welsh Premier League klub raczej niechętnie przyjął członkostwo w niej. Klubowi był postawiony ultimatum grać swe domowe mecze na terytorium Anglii w wypadku uczestniczenia w angielskim systemie ligowym lub wstąpić do Ligi Walijskiej. I tak od 1992 gra w Welsh Premier League. Razem z klubami Aberystwyth Town F.C. oraz Bangor City F.C. nigdy nie spadli z niej. W sezonach 1995/96 i 1997/98 zdobył wicemistrzostwo Walii i grał Pucharze UEFA z drużynami z Łotwy i Polski.

## Sukcesy

### Trofea międzynarodowe
| \| \| Zdobyte trofea w rozgrywkach międzynarodowych (stan na: 31-05-2015) \| |                                                                     |      |          |
| Rozgrywki                                                                    | Osiągnięcie                                                         | Razy | Sezon(y) |
| · Liga Mistrzów · (Puchar Europy)                                            | zdobywca                                                            | 0    |          |
| · Liga Mistrzów · (Puchar Europy)                                            | finalista                                                           | 0    |          |
| · Liga Europy · (Puchar UEFA)                                                | zdobywca                                                            | 0    |          |
| · Liga Europy · (Puchar UEFA)                                                | finalista                                                           | 0    |          |
| · Liga Europy · (Puchar UEFA)                                                | 2 runda kw.                                                         | 1    | 2015/16  |
| · Puchar Zdobywców                                                           | zdobywca                                                            | 0    |          |
| · Puchar Zdobywców                                                           | finalista                                                           | 0    |          |
| FIFA                                                                         | Zdobyte trofea w rozgrywkach międzynarodowych (stan na: 31-05-2015) |      |          |

### Trofea krajowe
| \| \| Zdobyte trofea w rozgrywkach Walii (stan na: 31-05-2015) \| |                                                          |      |                              |
| Rozgrywki                                                         | Osiągnięcie                                              | Razy | Sezon(y)                     |
| Mistrzostwo                                                       | I miejsce                                                | 0    |                              |
| Mistrzostwo                                                       | II miejsce                                               | 2    | 1996, 1998                   |
| Mistrzostwo                                                       | III miejsce                                              | 0    |                              |
| Puchar                                                            | zdobywca                                                 | 2    | 1879, 1895                   |
| Puchar                                                            | finalista                                                | 5    | 1881, 1886, 1888, 1897, 2015 |
| Puchar Ligi                                                       | zdobywca                                                 | 0    |                              |
| Puchar Ligi                                                       | finalista                                                | 1    | 2012                         |
| II liga                                                           | I miejsce                                                | 0    |                              |
| II liga                                                           | II miejsce                                               | 0    |                              |
| II liga                                                           | III miejsce                                              | 0    |                              |
| Walia                                                             | Zdobyte trofea w rozgrywkach Walii (stan na: 31-05-2015) |      |                              |

- FAW Trophy:
  - zdobywca (1): 1954/55
  - finalista (2): 1985/86, 1987/88
- Spar Mid Wales League:
  - mistrz (1): 2008/09 (Rezerwy)
- Ladies Welsh Cup:
  - finalista (1): 2003/04
- Mid Wales League:
  - mistrz (6): 1975/76, 1978/79, 1981/82, 1986/87, 1987/88, 1995/96
- Summer Cup:
  - zdobywca (2): 1994/95, 1995/96
- Mid Wales South League:
  - mistrz (1): 1981/82
- Arthur Barrett Cup:
  - zdobywca (1): 1986/87
- Welsh Intermediate Cup:
  - finalista (2): 1985/86, 1987/88
- Central Wales Cup:
  - zdobywca (2): 1992/93, 1993/94
- Central Wales Floodlit Cup:
  - zdobywca (1): 1994/95
- Mid Wales League Cup:
  - zdobywca (2): 1994/95, 1997/98
- Montgomeryshire Cup:
  - zdobywca (1): 1995/96
- Shropshire League:
  - mistrz (1): 1892/93

## Stadion
Klub rozgrywa swoje mecze domowe na stadionie Latham Park w Newtown, który może pomieścić 5,000 widzów. Pierwszy mecz rozegrano na nim dopiero w 1951 roku.

## Europejskie puchary
Legenda do wszystkich tabel:
- Q – runda eliminacyjna, 1/16, 1/8, 1/4, 1/2 – odpowiednia faza rozgrywek, Grupa – runda grupowa, 1r gr – pierwsza runda grupowa, 2r gr – druga runda grupowa, F – finał, R – runda, PO – play-off
- k. – rzuty karne, los. – losowanie, Dogr. – dogrywka, w. – zasada bramek strzelonych na wyjeździe

| Sezon   | Rozgrywki               | Runda | Przeciwnik     | Dom | Wyjazd | Ogólnie     |
| ------- | ----------------------- | ----- | -------------- | --- | ------ | ----------- |
| 1996/97 | Puchar UEFA             | Q     | Skonto FC      | 1–4 | 0–3    | 1–7         |
| 1998/99 | Puchar UEFA             | 1Q    | Wisła Kraków   | 0–0 | 0–7    | 0–7         |
| 2015/16 | Liga Europy             | 1Q    | Valletta       | 2–1 | 2–1    | 4–2         |
| 2015/16 | Liga Europy             | 2Q    | FC København   | 1–3 | 0–2    | 1–5         |
| 2021/22 | Liga Konferencji Europy | 1Q    | Dundalk        | 0–1 | 0–4    | 0–5         |
| 2022/23 | Liga Konferencji Europy | 1Q    | HB Tórshavn    | 2–1 | 0–1    | 2–2, k: 6–5 |
| 2022/23 | Liga Konferencji Europy | 2Q    | Spartak Trnawa | 1–2 | 1–4    | 2–6         |